# St-Memmie (Bergères-lès-Vertus)

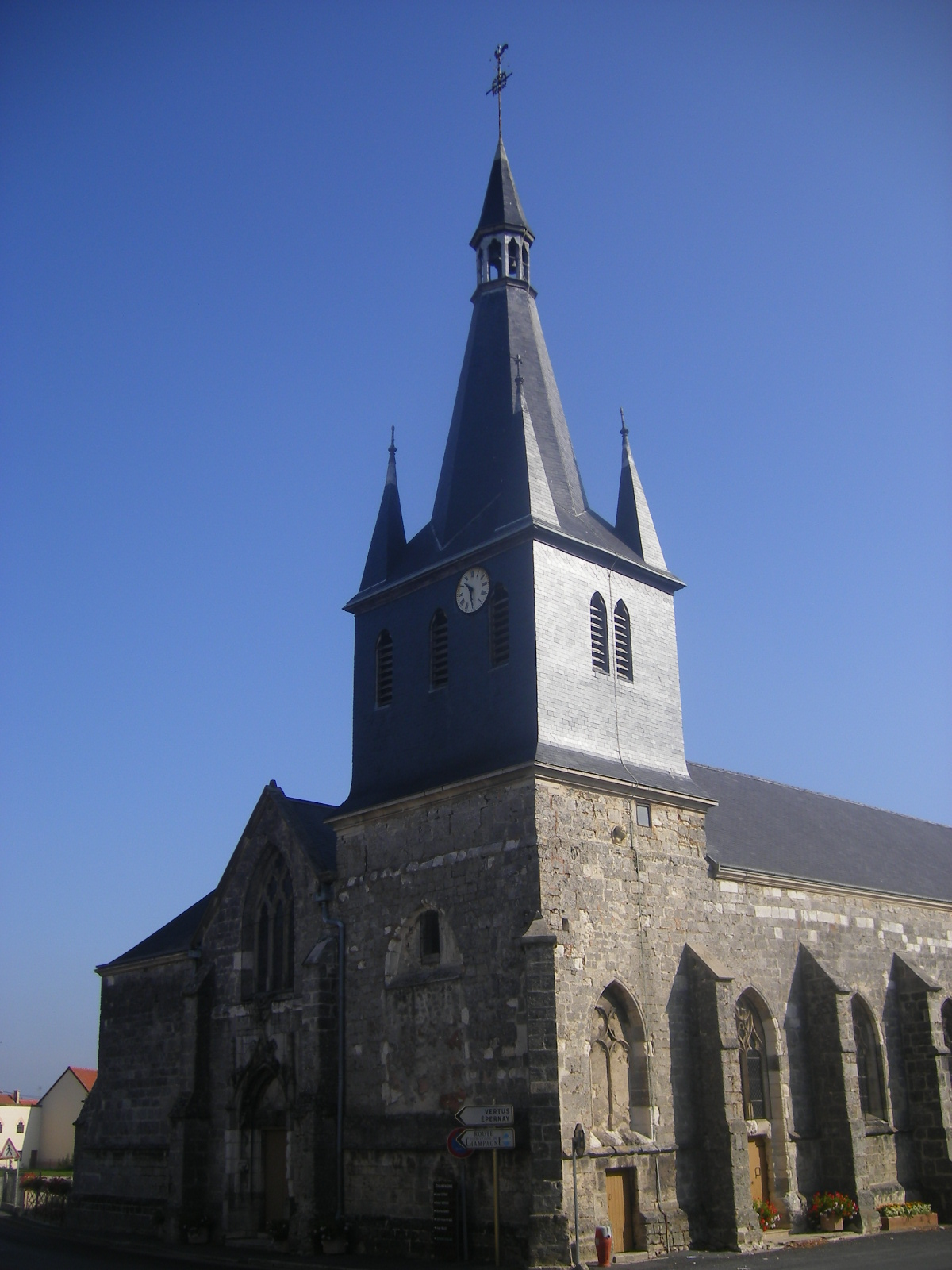
Kirche St-Memmie in Bergères-lès-Vertus

Die katholische Kirche St-Memmie in Bergères-lès-Vertus, einer französischen Gemeinde im Département Marne der Region Grand Est, wurde ursprünglich im 12. Jahrhundert im Stil der Romanik errichtet und Anfang des 16. Jahrhunderts im Flamboyantstil verändert.
Die Kirche ist dem heiligen Memmie, dem ersten Bischof des Bistums Châlons aus dem 3. Jahrhundert, geweiht.
Von der Kirchenausstattung sind der gotische Taufstein und der Hochaltar aus dem 17. Jahrhundert erwähnenswert.